# Стадион Санкт Петербург
Стадион Санкт Петербург  (рус. Стадион Санкт-Петербург) или Санкт Петербург арена (рус. Санкт-Петербург Арена), такође и Зенит арена, стадион је који се налази у Санкт Петербургу. Смештен је на острву Крестовски. На њему своје домаће утакмице игра фудбалски клуб Зенит.
Првобитно стадион је требало да буде отворен у децембру 2008. године али је градња продужена и стадион је званично отворен у пролеће 2017. године. Током Светског првенства у фудбалу 2018. године звао се Санктпетербуршки стадион и имао је капацитет од 68.134 седећа места.
По цени од 1,1 милијарде долара, сматра се једним од најскупљих стадиона икада направљених.

## Општи преглед
На тендеру архитектонских пројеката, победио је предлог Кишо Курокаве "Свемирски брод". Дизајн стадиона је модификована и увећана верзија Тојотиног стадиона у граду Тојота, у Јапану, коју је такође дизајнирао Курокава. Стадион се гради на локацији на којој је био некадашњи стадион Киров пре него што је срушен.
У јануару 2009. године Ст. Петерсбург Тајмс је објавио да ће пројекат сада финансирати градска влада Санкт Петербурга, при чему ће се Гаспром пребацити на изградњу посебног небодера. Градска скупштина морала је да прихвати то након што је Гаспром одбио да уложи још новца у изградњу стадиона.
Дана 25. јула 2016. генерални извођач радова, Инжтранстрој-Спб, издао је саопштење да градске власти нису платиле 1 милијарди рубаља (15,8 милиона долара по текућем курсу) вредних грађевинских радова и зауставиле су даљу изградњу. Сутрадан је прекинут уговор. Дана 1. августа издат је извештај да је ветар оштетио делове металног плашта и да су биле поплаве.
Крајем августа 2016. године нови генерални извођач, Метрострој, наставио је са радовима на градилишту.
Први одигран званични меч на стадиону била је утакмица руске Премијер лиге између ФК Зенит Санкт Петербург и ФК Урал 22. априла 2017. Први гол у историји стадиона дао је Бранислав Ивановић.
Дана 17. јуна 2017. године, на стадиону је одржана прва утакмица Купа конфедерација у фудбалу 2017. године са групом А између домаћина Русије и Новог Зеланда.
Дана 2. јула 2017. године, на стадиону између Чилеа и Немачке одржан је завршни меч Купа ФИФА 2017. године, чиме је постао најпосећенији меч турнира и поставио нови рекор у посећености стадиона.

## Куп конфедерација у фудбалу 2017.
| Датум        | Време | Тим #1      | Резултат | Тим #2      | Група   | Број посетилаца |
| ------------ | ----- | ----------- | -------- | ----------- | ------- | --------------- |
| 17. јун 2017 | 18:00 | Русија      | 2 : 0    | Нови Зеланд | Група А | 50.251          |
| 22. јун 2017 | 18:00 | Камерун     | 1 : 1    | Аустралија  | Група Б | 35.021          |
| 24. јун 2017 | 18:00 | Нови Зеланд | 0 : 4    | Португалија | Група А | 56.290          |
| 2. јули 2017 | 21:00 | Чиле        | 0 : 1    | Немачка     | Финале  | 57.268          |

## ФИФА Светско првенство 2018.
| Датум         | Време | ТИм #1    | Резултат | Тим #2     | Група          | Број посетилаца |
| ------------- | ----- | --------- | -------- | ---------- | -------------- | --------------- |
| 15. јун 2018. | 17:00 | Мароко    | 0 : 1    | Иран       | Група Б        | 62.548          |
| 19. јун 2018. | 20:00 | Русија    | 3 : 1    | Египат     | Група А        | 64.468          |
| 22. јун 2018. | 14:00 | Бразил    | 2 : 0    | Костарика  | Група Е        | 64.468          |
| 26. јун 2018. | 20:00 | Нигерија  | 1 : 2    | Аргентина  | Група Д        | 64.468          |
| 3. јул 2018.  | 16:00 | Шведска   | 1 : 0    | Швајцарска | Осмина финала  | 64.042          |
| 10. јул 2018. | 20:00 | Француска | 1 : 0    | Белгија    | Полуфинале     | 64.286          |
| 14. јул 2018. | 16:00 | Белгија   | 2 : 0    | Енглеска   | Трећепласирани | 64.406          |

## УЕФА Еуро 2020
Дана 19. септембра 2014. године најављено је од стране УЕФА-е да ће стадион бити домаћин четири утакмице на Европском првенству 2020 — три утакмице у групи и четвртфинални меч.

## Галерија слика
- током изградње
- током изградње
- током изградње
- током изградње (Децембар 2014)
- током изградње
- током изградње
- током изградње

- Изградња у августу 2012
- Изградња у Децембру 2014
- Изградња у Јулу 2016
- Вид на стадион с Яхтенного моста